# Slovenien ved sommer-OL 2016
Slovenien deltog ved Sommer-OL 2016 i Rio de Janeiro som blev arrangeret i perioden 5. august til 21. august 2016.

## Medaljer
| 2016 Rio de Janeiro | Guld | Sølv | Bronze | Total |
| Slovenien           | 1    | 2    | 1      | 4     |

### Medaljevinderne
| Slovenien under sommer-OL 2016 i Rio de Janeiro | Slovenien under sommer-OL 2016 i Rio de Janeiro | Slovenien under sommer-OL 2016 i Rio de Janeiro | Slovenien under sommer-OL 2016 i Rio de Janeiro | Slovenien under sommer-OL 2016 i Rio de Janeiro |
| Medalje                                         | Navn                                            | Sport                                           | Event                                           | Dato                                            |
| ----------------------------------------------- | ----------------------------------------------- | ----------------------------------------------- | ----------------------------------------------- | ----------------------------------------------- |
| Guld                                            | Tina Trstenjak                                  | Judo                                            | Kvindernes 63 kg                                | 9. august                                       |
| Sølv                                            | Peter Kauzer                                    | Kano og kajak                                   | Mændenes slalom K-1                             | 10. august                                      |
| Sølv                                            | Vasilij Žbogar                                  | Sejlsport                                       | Mændenes finnjolle                              | 16. august                                      |
| Bronze                                          | Anamari Velenšek                                | Judo                                            | Kvindernes 78 kg                                | 11. august                                      |